# 砂漠の民
『砂漠の民』（さばくのたみ）は、宮崎駿による日本のイラスト漫画。東映動画に勤めていた当時28歳の宮崎駿が、秋津三朗名義のペンネームを使って、1969年9月から1970年3月にかけて『週刊少年少女新聞』で連載した。全26回。全52ページ。

## あらすじ
プロローグ
11世紀ごろ、モンゴル出現以前の中央アジアでは、「キッタール族」という強大な遊牧民族が暴れまわり、多くの民族を従えて、数知れぬほどの都や城を滅ぼしていた。
ある日、主人公の少年 テムは、キッタール族に追われて逃げてきたソクート人を匿ったために、追手のキッタール族の兵士に羊飼いの父親シッキムを殺されてしまう。天幕に匿われていたソクート人 クジルと共に、キッタール族を返り討ちにしながら逃げ、偶然に砂嵐が遭遇したこともあり運よく生き延びる。(1 - 3話まで)
序盤
翌日、キッタール族に反逆してソクート人の自由を勝ち取るため、ラクダに荷物を積んで、クジルと共に旅立つ。砂漠の道中では、灼熱の昼の陽射しと、肌を刺すような寒さの夜が襲い、蜃気楼が2人を惑わせる。水が足りなくなり、連れてきた羊たちも次々と倒れていく。
苦しい旅の末に2人は、かつてキッタール軍によって滅ぼされたソクート人の街「カラホン市」があったという、とあるオアシスに辿り着く。そこには生き残った人々が、ひっそりと暮らしていた。羊2頭と引き換えに、食べ物を提供してもらった2人だったが、眠った隙に羊10頭を村人たちに盗まれて逃げられてしまう。
ただ一人残っていた少女ササンは、テム達が行こうとしている「王都ペジテ」に同行したいと懇願し、一緒に旅をすることになる。彼女によると、そこに兄がいるのだと言う。(4 - 6話まで)
中盤
王都ペジテに到着した3人は、キッタール族の兵士にナイフを奪われて尋問を受けかけたところを、ラクダ使いの片目のシンに助けられる。ササンは、兄がいるペジテ城内に連れていってほしいと、ラクダ使いの少年タムに懇願し、テムたち3人は牢獄に繋がるトンネルから城内へと侵入する。
しかし突然、キッタール兵による「子供狩り」が始まり、兵士の手から逃げたテオとササンは、混ぜ物を平気でおこなう悪徳パン工房の主人トルファンの店で、奴隷のような扱いを受ける。そこで「クジル主導による反乱」が計画されており、スパイによって情報が洩れていることを知る。
騒ぎを起こして馬を盗んだテオは、矢に貫かれながらも疾走して城外へと脱出。テオは「内部にスパイがいる」ことを伝え、クジルたちは反乱を延期してペジテから逃れることに成功する。子供狩りに遭ったササンとタムを救おうと、テムは心に誓う。(7 - 14話まで)
終盤以降
ペジテのはるか西にあるソクート族の最後の街「クチン市」を攻め落とそうと、王都ペジテの男たちが徴兵される中、ペジテの収容所に潜り込んだテオは、タム達と合流する。真夜中、兵士たちが子供を殺そうとしたことに気付いた母親たちは騒ぎを起こす。収容所に立てこもった母親たちは、キッタール族に抵抗するべくテオの指示に従った。
その後、籠城した女たちと別れ、テオとタンは反乱軍のクジルを探すため、ラクダに乗って砂漠へ向かう。しかし、キッタール兵に見つかり、必死に交戦するもタンが弓矢で殺されてしまう。窮地に追いやられたその時、通りがかった反乱軍と合流して、テオは生き延びる。

## 登場人物
テム
シッキムの子。シルクロードのソクート人の羊飼い。
ササン
兄のいる王都ペジテに行くため、テム達と共に旅をすることになった少女。
クジル
キッタール族に追われて逃げてきたソクート人の隊商。
シッキム
テムの父親。シルクロードのソクート人の羊飼い。

## 掲載
本作品は、公式には書籍化されていないため、現在では読むのが困難な状態であり、「復刊ドットコム」で署名が募集されている。
- 新聞「週刊少年少女新聞」1969年9月 - 1970年3月連載
- 雑誌『コミックボックス』 1982年11月・12月号
- 同人誌「砂漠の民 宮崎駿漫画作品研究」 - アニメ評論家の叶精二が、アマチュア時代に発行したA5判の同人誌。